# 주막

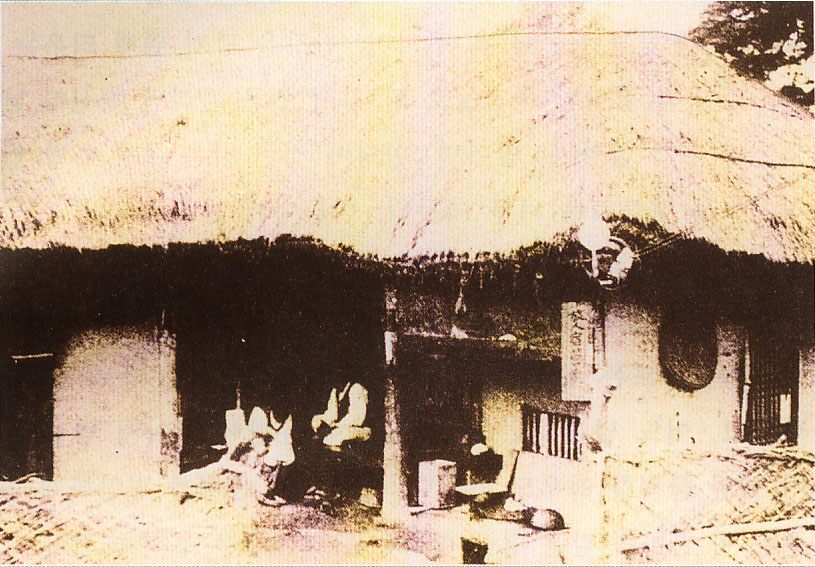
19세기에 찍힌 한국 주막 모습

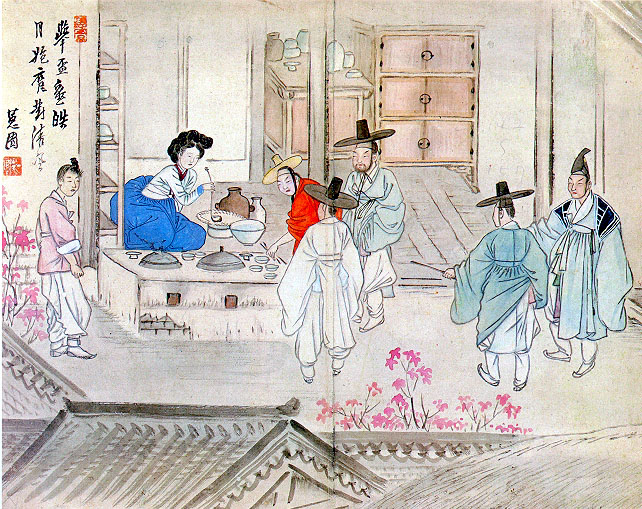
주사거배, 혜원 신윤복

주막(酒幕, 영어: Jumak)은 시골 길가에서 밥과 술 등을 팔고, 나그네에게 돈을 받고 잠자리도 제공하는 집을 일컫는 말로, 한국 여관의 시초이다. 서양권에서 이와 유사한 시설로 태번이 있다.

## 역사
주막은 초기 한국과 조선, 고려에서 여관과 술집의 업무를 병행하였던 곳이다. 주막은 옛 사람, 그 중 선비나 평민의 회포를 풀기 위해 만들어졌다.

## 문학작품 속 주막
주막은 근 현대 작품뿐만 아니라, 조선시대의 소설에서도 만남의 장소나 특별한 일이 있을 것이라는 장소로 활용되기도 하였다.

## 같이 보기
- 예천 삼강주막
- 객주
- 여각
- 도고
- 태번